# Ed Emberley
Ed Emberley (ur. 19 października 1931 w Malden) – amerykański artysta, ilustrator książek dla dzieci.

## Życiorys
Emberley studiował malarstwo i ilustrację w Massachusetts School of Art w Bostonie (obecnie Massachusetts College of Art and Design), gdzie otrzymał stopień Bachelor of Fine Arts. Studiował również w Rhode Island School of Design.
W roku 1955 ożenił się z Barbarą, pisarką i bibliotekarką, z którą ma dwoje dzieci, Rebekę i Michaela. Obecnie mieszka w Ipswich, Massachusetts.

## Nagrody i wyróżnienia
Za swoje ilustracje do książek dla dzieci, Ed Emberley otrzymał wiele nagród i wyróżnień.
Pierwsza jego książka The Wing on a Flea (1961), znalazła się na liście ALA Notable Book wyróżnianych corocznie książek przez Stowarzyszenie Bibliotek Amerykańskich oraz na liście New York Times najlepiej zilustrowanych książek roku.
W roku 1968, Ed Emberley zdobył nagrodę Caldecott Medal oraz Lewis Carroll Shelf Award za ilustracje do książki swojej żony Barbary Emberley's pt. Drummer Hoff.

## Twórczość
W 2020 roku ukazało się pierwsze polskie wydanie książki Eda Emberleya Zgadnij, co to? (wydawnictwo Kropka). 